# لجنة شؤون الدولة (كوريا الشمالية)
لجنة شؤون الدولة لجمهورية كوريا الشعبية الديموقراطية اللجنة تم تعريفها حسب دستور كوريا الشمالية نسخة 2016 على أنها كيان قوة الدولة القيادي الأعلى الموجه لسياسات معينة المسيطر علي كوريا الشمالية. رئيس لجنة شؤون الدولة الحالي كيم جونج أون الذي تم تعيينه في هذا المنصب بوصف نفس الدستور، هو رأس الدولة والقائد الأعلى لكوريا الشمالية.

## التاريخ
تم تأسيس لجنة الدفاع الوطني سنة 1972 بناءاً على دستور 1972 وكانت اللجنة في الأصل مفوضة بالاشراف على الشؤون الدفاعية للبلاد. في الجلسة العامة الرابعة للجمعية الشعبية العليا في يونيو 2016، تم استبدال لجنة الدفاع الوطني رسميًا بلجنة شؤون الدولة، مع تركيز موسع على الاهتمامات الوطنية الأخرى إلى جانب الدفاع والأمن.

## القوات والمسئوليات
المادة 106 في الدستور الإشتراكي الكوري ينص على أن لجنة شؤون الدولة هي عضو اساسي في الدولة العليا للأتجاه السياسي نحو سيادة الوطن والمادة 109 تنص علي قوات اللجنة وهي:
- مداولات واتخاذ القرارات بشأن السياسات الرئيسية للدولة بما في ذلك السياسات الدفاعية والأمنية.
- الإشراف على تنفيذ أوامر رئيس اللجنة وقرارات وتوجيهات اللجنة، واتخاذ التدابير اللازمة لتنفيذها.
- إلغاء قرارات وتوجيهات باقي أجهزة الدولة التي تتعارض مع أوامر رئيس اللجنة وقرارات وتوجيهات اللجنة في اجتماعاتها.

عمليًا، تشرف اللجنة على مجلس وزراء كوريا الشمالية. كما تشرف بشكل مباشر على الوزارات الثلاث غير التابعة لمجلس الوزراء وهي وزارة الدفاع ووزارة أمن الدولة ووزارة التضمان الاجتماعي والجيش الشعبي الكوري وبصورة رئيسية إدارة الأركان العامة للجيش الشعبي الكوري والمكتب السياسي العام للجيش الشعبي الكوري. كما أن القيادة العليا للحرس المسؤولة عن القيادة العليا والحماية الحكومية هي أيضًا تحت قيادتها. هناك كيان إضافي آخر، وهو لجنة التوجيه للثقافة البدنية والرياضية للدولة (국가 체육 지도 위원회)، يخضع أيضًا للجنة اللجنة حيث يتم تعيين رئيسها من قبل اللجنة.